# جيوفري غولدن
جيوفري غولدن (بالإنجليزية: Geoffrey Golden)‏ هو كاتب أغاني أمريكي، ولد في 26 أبريل 1994 في كليفلاند في الولايات المتحدة.